# Fiskebækbroen
55°48′19″N 12°22′50″Ø / 55.8053°N 12.3805°Ø
Fiskebækbroen er to adskilte vejbroer, som fører Hillerødmotorvejen over Frederiksborgvej syd for Farum. Den lader desuden motorvejen passere Mølleåen i det smalle og sumpede område mellem Farum Sø og Furesø.
Fiskebækbroen blev bygget færdig i 1971 men den vestlige bro kollapsede 8. februar 1972, dagen inden den officielle indvielse. Kollapset skyldtes sammenbrud i funderingen, idet betonen ved en fejl ikke blev komprimeret korrekt i bropillernes stålkappe. Entreprenørfirmaet C.T. Winkel, der lod arbejdet udføre på akkord, gik konkurs. Broen blev straks Genopbygningen påbegyndtes samme år.
I 2011 til 2012 gennemførte Vejdirektoratet en renovering af først broens underside og derefter overside.